# Hybomitra valenciae
Hybomitra valenciae är en tvåvingeart som först beskrevs av Leclercq 1957.  Hybomitra valenciae ingår i släktet Hybomitra och familjen bromsar.
Artens utbredningsområde är Spanien. Inga underarter finns listade i Catalogue of Life.